# Islandiana cristata
Islandiana cristata là một loài nhện trong họ Linyphiidae.
Loài này thuộc chi Islandiana. Islandiana cristata được Kirill Yuryevich Eskov miêu tả năm 1987.